# مداخله نیروهای شبه‌نظامی خارجی در سرکوب اعتراضات در ایران
دخالت شبه‌نظامیان خارجی در سرکوب اعتراضات در ایران به‌ویژه در دوره‌های ناآرامی‌های داخلی بزرگ رخ داد. این شبه نظامیان که اغلب توسط سپاه پاسداران انقلاب اسلامی ایران (سپاه پاسداران انقلاب اسلامی) حمایت می شوند، شامل گروه هایی از لبنان ، عراق و افغانستان می شوند. مشارکت آنها بخشی از استراتژی گسترده تر تهران برای حفظ ثبات داخلی و در عین حال استفاده از شبکه فراملی شبه نظامیان شیعه است.

## پس زمینه
ایران شبکه ای از شبه نظامیان خارجی را تحت عنوان « محور مقاومت » عمدتاً از طریق نیروی قدس سپاه پاسداران انقلاب اسلامی پرورش داده و از آن حمایت کرده است. این گروه ها که در سوریه ، عراق و یمن جنگیده اند، زمانی که رژیم ایران با اعتراضات گسترده مواجه می شود، در داخل نیز مستقر شده اند.

## گروه های شبه نظامی کلیدی درگیر

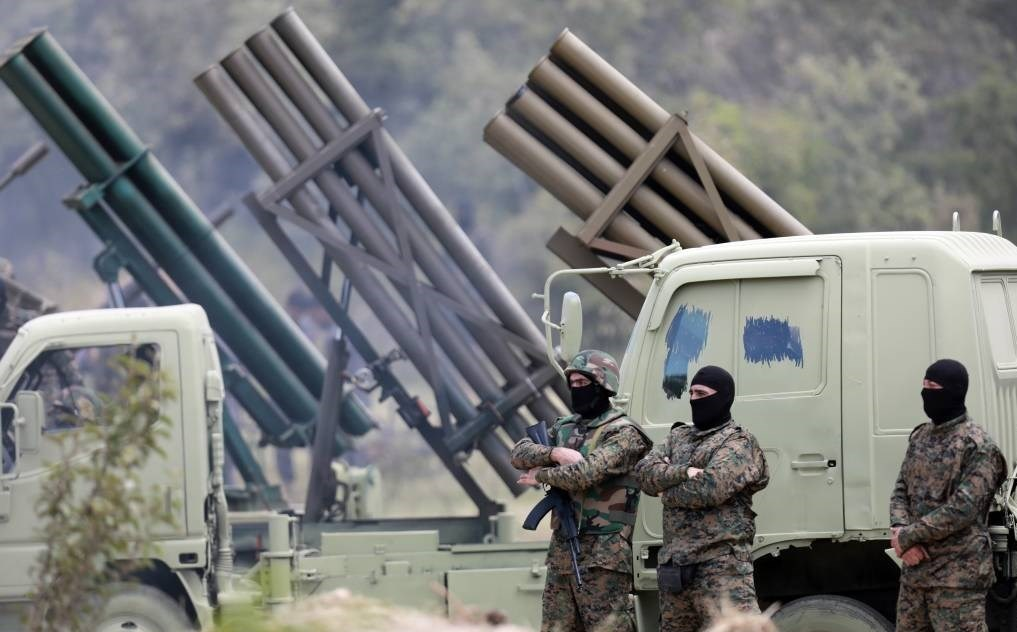

- حزب‌الله لبنان : حزب‌الله نقش مهمی در استراتژی منطقه‌ای ایران ایفا کرده است و بنا بر گزارش‌ها در نظارت و سرکوب اعتراضات در داخل ایران کمک کرده است. عوامل این گروه در کنار نیروهای امنیتی ایران برای پشتیبانی تاکتیکی و جمع آوری اطلاعات مستقر شده اند.[۳]
- شبه نظامیان عراقی (حشدالشعبی/نیروهای حشد الشعبی) : جناح های مختلف حشدالشعبی، به ویژه آنهای ی که نزدیک به سپاه پاسداران انقلاب اسلامی هستند، به مشارکت در سرکوب تظاهرکنندگان ایرانی متهم شده اند. این شبه‌نظامیان تجربه جنگ شهری را دارند و برای تقویت نیروهای امنیتی ایران در اعتراضات گسترده استفاده شده‌اند.[۴]
- تیپ فاطمیون (مبارزان افغان) : تیپ فاطمیون، یک شبه نظامی شیعه افغان که توسط ایران آموزش دیده و تمویل می شود، در سرکوب داخلی شرکت داشته است. بسیاری از اعضای آن، که از پناهجویان افغان در ایران استخدام شده بودند، در ابتدا به سوریه اعزام شدند اما از آن زمان برای مقابله با مخالفان در ایران استفاده شدند.[۵]

## اعتراضات
اعتراضات انتخابات ریاست جمهوری ۲۰۰۹ ایران: در ۱۶ ژوئن ۲۰۰۹، اشپیگل گزارش داد که دولت ایران ۵۰۰۰ مبارز حزب‌الله لبنان را برای درگیری با معترضان استخدام کرده است.
اعتراضات ۲۰۱۸–۲۰۱۹: در اوایل مارس ۲۰۱۹، موسی غضنفرآبادی، رئیس دادگاه‌های اسلامی تهران اشاره کرد که ایران می‌تواند از نیروهای نیابتی خارجی برای مدیریت ناآرامی‌های داخلی استفاده کند.
اعتراضات مهسا امینی: در پی مرگ مهسا امینی در سال ۲۰۲۲، ایران اینترنشنال گزارش‌هایی مبنی بر اینکه ایران متحدان عراقی، به‌ویژه اعضای حشدالشعبی و کتائب حزب‌الله را برای کمک به سرکوب تظاهرات دریافت کرد. ایران اینترنشنال نامه منتشر شده در فضای مجازی در این مورد را جعلی دانسته اما
اعلام کرد که 
۱۵۰ نفر از افراد ۲۵ تا ۳۰ ساله با یونیفورم مخصوص و کیف‌های مشکی روز دوشنبه از فرودگاه بغداد به فرودگاه مشهد در شمال شرق ایران پرواز کردند. گفته می‌شود که یک پرواز چارتر نیروهای ویژه را از بخش VIP فرودگاه بغداد منتقل کرد.